# گزباراخ
گزباراخ (به لاتین: Gözbarax یا Gözparaq، به آواری: КIацIбарахъ) یک منطقه مسکونی در جمهوری آذربایجان است که در شهرستان زاقاتالا واقع شده است. گزباراخ ۱۸۴۱ نفر جمعیت دارد.